# Cisticola fulvicapilla
El cistícola coronirrufo (Cisticola fulvicapilla) es una especie de ave paseriforme de la familia Cisticolidae propia del África austral.

## Descripción

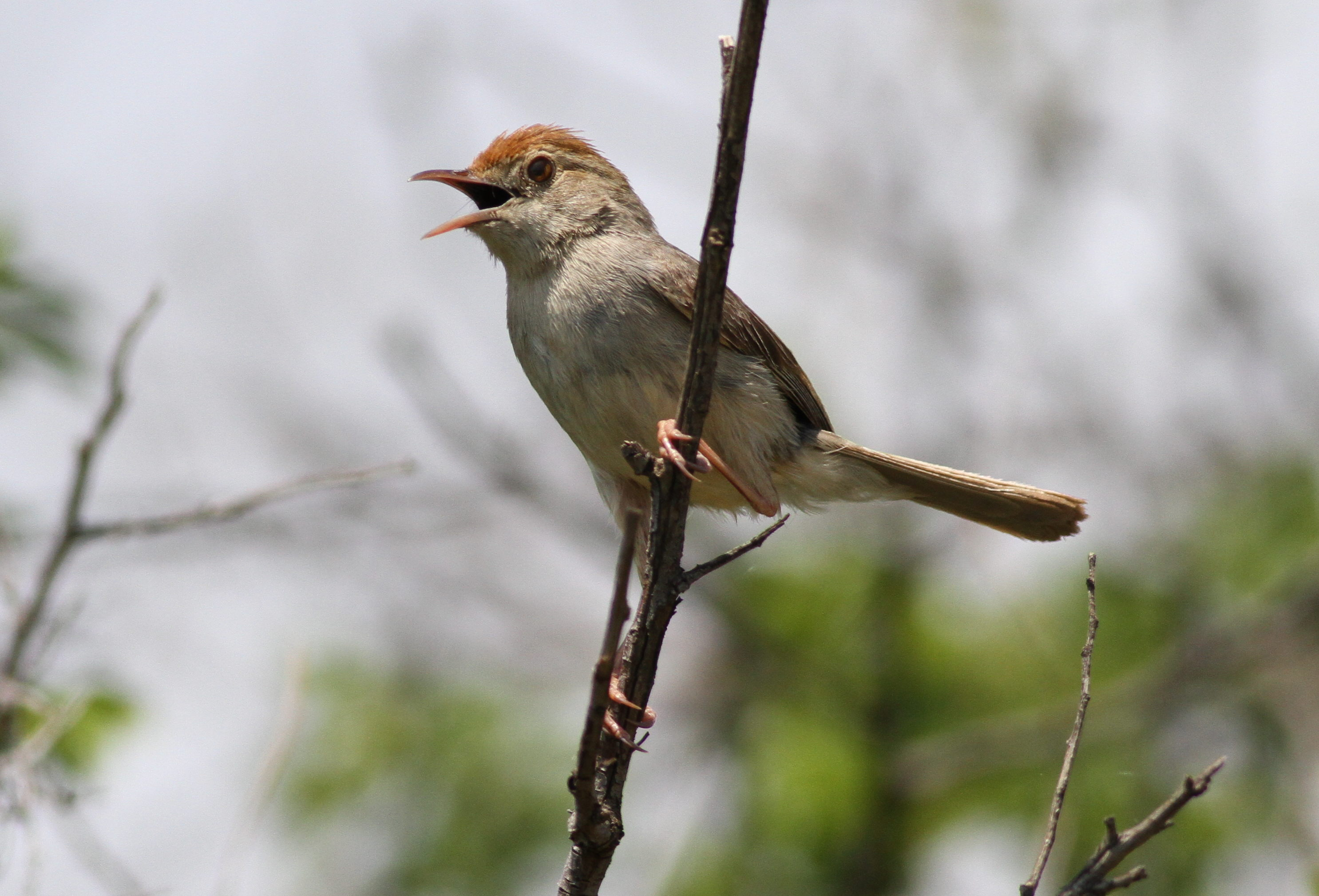
Se caracteriza por su píleo, frente y nuca rojizos.

El cistícola coronirrufo es un pájaro pequeño, de unos 11 cm de largo, de coloración discreta, pero ruidoso. Su cola es más larga que la de otras especies del género Cisticola. El plumaje de sus partes superiores es de tonos pardo grisáceos, mientras que sus partes inferiores son blanquecino anteadas. En su plumaje solo destaca el color rojizo uniforme de la parte superior de su cabeza (píleo, frente y nuca). Su pico es puntiagudo y ligeramente curvado hacia abajo. Sus patas son rosáceas. El iris de sus ojos es de color castaño. Ambos sexos son de aspecto similar, pero los juveniles son más amarillentos.
La subespecie más meridional, de la Provincia Cabo Occidental, tiene las partes inferiores grises, lo que la diferencia de otros cisticolas de la zona.
Su llamada es un repetitivo y penetrante wiip wiip wiip. Su llamada de alarma consiste en un alto tictictictic, como el sonido que se produce al arañar las púas de un peine.

## Distribución y hábitat
Es un pájaro sedentario de gran parte de África austral, desde Gabón, y el sur de la República Democrática del Congo y de Tanzania hasta el este y sur de Sudáfrica.
El cistícola coronirrufo es un pájaro común de hábitats arbolados abiertos, como las sabanas. Evita los bosques densos y las zonas más áridas.

## Comportamiento
Generalmente suele avistarse en parejas o en solitario, entre los arbustos o la hierba de la base de los árboles en busca de pequeños insectoss para alimentarse.
El cistícola coronirrufo construye un nido de hierba seca en forma de bola con una entrada lateral y reforado con telas de arañas y el interior forrado de pelusas vegetales. Sitúa el nido cerca del suelo, entre un arbusto espinoso o en el interior de una mata densa de hierba. En Sudáfrica cría principalmente entre septiembre y marzo.

## Estado de conservación
Es una especie abundante distribuida en un área grande, con una extensión estimada de 4,100,000 km². Se cree que la población es grande, y no se acerca a los criterios de declive de la UICN (como descenso de más del 30% en diez años o en tres generaciones). Por ello se clasifica como especie bajo preocupación menor.